# Marfa Lapkina
Marfa Lapkina était une femme soviétique née le 17 septembre 1898 à Moscou et morte le 1er janvier 1936 à Leningrad. 

## Biographie
Elle est connue pour avoir servi d'actrice dans son propre rôle pour le film La Ligne générale de Sergueï Eisenstein, réalisé en 1929.